# 路易·沙约

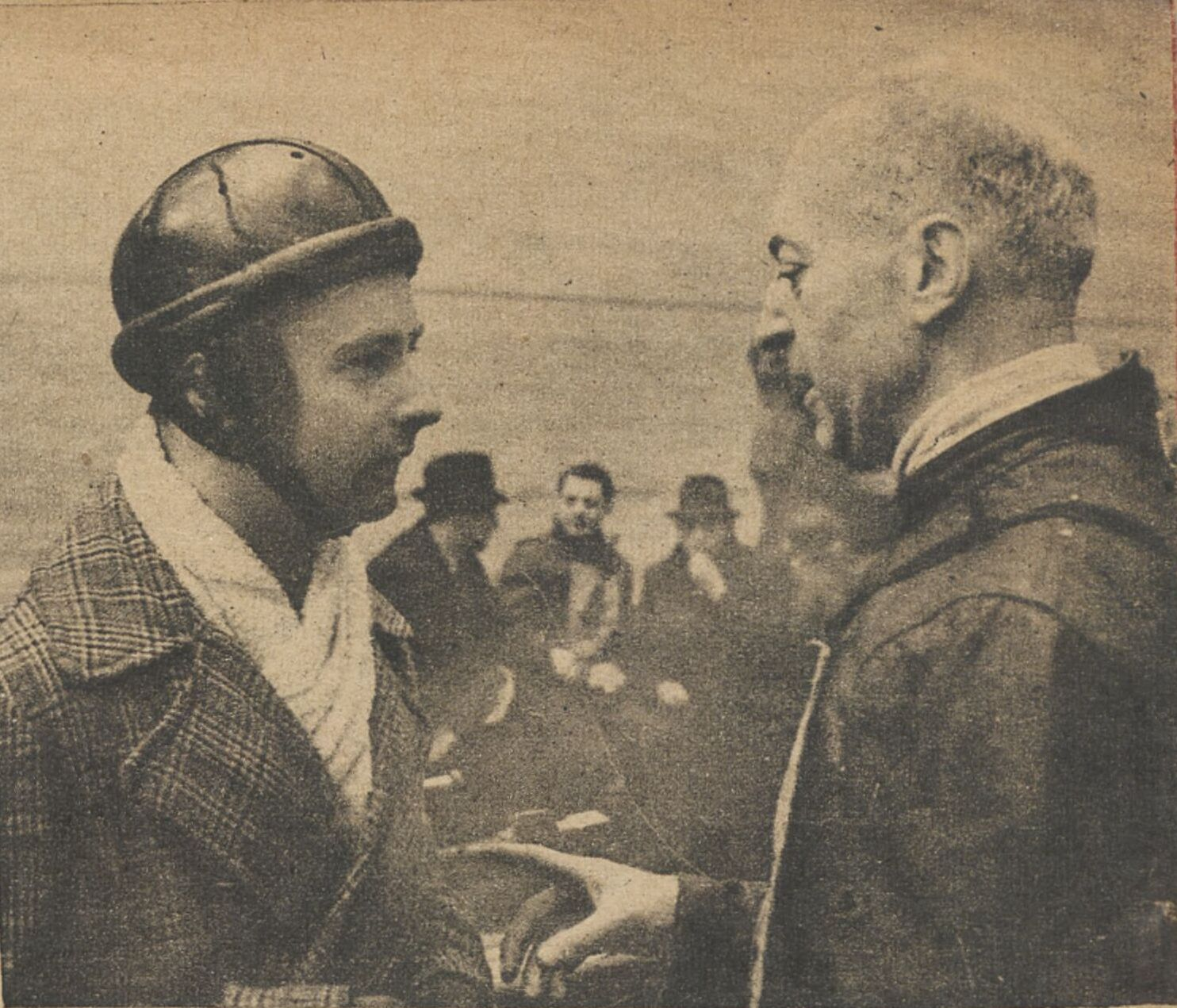
路易·沙约

路易·沙约（法語：Louis Chaillot，1914年3月2日—1998年1月28日），法国男子自行车运动员。他曾代表法国参加1932年和1936年夏季奥林匹克运动会自行车比赛，共获得一枚金牌、一枚银牌和一枚铜牌。